# Домбровиця (Вроцлавський повіт)
Домбровиця (пол. Dąbrowica) — село в Польщі, у гміні Длуґоленка Вроцлавського повіту Нижньосілезького воєводства.
Населення — 41 особа (2011).

## Демографія
Демографічна структура станом на 31 березня 2011 року:
|          | Загалом | Допрацездатний вік | Працездатний вік | Постпрацездатний вік |
| -------- | ------- | ------------------ | ---------------- | -------------------- |
| Чоловіки | 21      | 1                  | 17               | 3                    |
| Жінки    | 20      | 2                  | 15               | 3                    |
| Разом    | 41      | 3                  | 32               | 6                    |